# Coimbre
COIMBRE es el octavo álbum del cantautor peruano Jorge Pardo, representa la esencia y el sabor del Perú con una combinación de ritmos criollos y afroperuanos tradicionales de la costa peruana. Salió a la venta el 18 de noviembre de 2018, fue grabado en el Studio El Techo en Lima, Perú y fue presentado a los Premios Grammy Latino 2019.
Contiene nueve canciones que forman parte del legado musical de la costa del Perú y lleva en la voz del cantante temas de Chabuca Granda, Félix Pasache, Andrés Soto, Pepe Villalobos, Juan Medrano Cotito, entre otros.

## Lista de canciones
Lista basada en la página oficial de Afrodelico.
Entre los temas más destacados del disco se encuentra Euritmia primera composición instrumental del artista en donde interpreta la armónica de blues en ritmo de Landó. Cabe destacar que es el único tema en todo el disco el que no canta y resalta el acompañamiento del repentista David Alarco y su manejo sublime de la armónica.

### Disco
| N.º   | Título                                         | Música               | Duración |  |
| 1.    | «Ese Arar en el Mar»                           | Chabuca Granda       | 4:49     |  |
| 2.    | «Nuestro Secreto» (con Lucy Avilés)            | Felix Pasache        | 5:25     |  |
| 3.    | «Euritmia»                                     | Jorge Pardo          | 4:26     |  |
| 4.    | «El Tamalito»                                  | Andrés Soto          | 3:35     |  |
| 5.    | «No Valentin»                                  | Caitro Castro        | 6:03     |  |
| 6.    | «Se me van los Pies» (con Juan Medrano Cotito) | Juan Medrano Cotito  | 6:12     |  |
| 7.    | «Inga»                                         | Folklor peruano      | 3:37     |  |
| 8.    | «Comadre Cocoliche» (con Jose Pepe Villalobos) | Jose Pepe Villalobos | 4:45     |  |
| 9.    | «El Mayoral» (con Milagros Guerrero)           | Wilfredo Franco      | 4:02     |  |
| 42:54 |                                                |                      |          |  |

## Créditos
- Jorge Pardo – Voz principal, coros y armónica
- Francisco Rey Soto - Guitarra
- Arturo Tico Benavides - Percusión y Cajón peruano
- Edward Pérez - Baby bass , Contrabajo
- Gerardo Manrique - Guitarra eléctrica
- Ricardo Ponciano - Corno
- Francisco Haya -
- Mario Cuba - Bajo
- Amadeo Gaviria - Sintetizadores
- Justin Sanz
- Juan Medrano Cotito - Cajón peruano, campana y quijada

Producido por Jorge Pardo para Afrodelico Peruvian Soul.

Grabado en el Studio El Techo - Lima, Perú
- Jorge Pardo – productor discográfico.
- Amadeo Gaviria y Dante Chávez – Ingeniero de grabación y mezcla.
- Ahmed Alcantara – Diseño Gráfico.
- Hernan Sosa - Obra de la portada